# Sao (Einheit)
Sao war ein vietnamesisches Längenmaß. Es entsprach der europäischen Rute. Das Maß war in den Provinzen unterschiedlich. Der Thuok (Theok, Tuok), ein Maß für die Feldvermessung und Bau, schwankte zwischen 40,5 und 61,068 Zentimeter in der Konstellation mit dem Längenmaß Gon (Quo). In Abhängigkeit vom Sao war das Maß 48,5 Zentimeter.
- Annam 1 Sao = 15 Thuok = 7,275 Meter
- Andere Regionen 1 Sao = 16 ½ Thuok = etwa 8 Meter